# Aguada de Pasajeros
Aguada de Pasajeros é um município de Cuba pertencente à província de Cienfuegos. 